# Cantó de Ruenas de Marjarida
El cantó de Ruenas de Marjarida és un cantó francès del departament del Cantal, situat al districte de Sant Flor. Té 13 municipis i el cap és Ruenas de Marjarida.

## Municipis
- Celós
- Chalalher
- Chaselas
- Claveiras
- Faverolles
- Lorcières
- Loubaresse
- Rageade
- Ruenas de Marjarida
- Sant Just
- Saint-Marc
- Soulages
- Védrines-Saint-Loup

## Història
| Data d'elecció                           | Identitat       | Partit                      | Qualitat |
| ---------------------------------------- | --------------- | --------------------------- | -------- |
| 1945-1976                                | Maurice Montel  | SFIO, després Divers gauche |          |
| 1976-                                    | Louis Clavilier | UDF, després UMP            |          |
| les dades anteriors no són pas conegudes |                 |                             |          |
|                                          |                 |                             |          |